# Hot Stuff (canción de The Rolling Stones)
«Hot Stuff» es una canción de The Rolling Stones, escrita por el cantante Mick Jagger y el guitarrista Keith Richards, incluida en el álbum Black and Blue de 1976.

## Historia
La canción fue escrita por Mick Jagger y Keith Richards, fue grabada en 1975 durante las sesiones de grabación de Black and Blue en los estudios Musicland de Múnich, Alemania Occidental, y Mountain Recording Studios de Montreux, Suiza.
Está fuertemente influenciada por la música disco y el funk que estaban muy de moda en la época, con Charlie Watts y Ollie E. Brown encargándose de la batería y la percusión, Bill Wyman añadiendo una línea de bajo estilo funk y el marcado uso de pedales wah-wah por parte del guitarrista invitado Harvey Mandel, ex-Canned Heat. Mandel fue uno de los guitarristas tenidos en consideración para reemplazar a Mick Taylor, puesto que en algún momento sería ocupado por Ron Wood. Billy Preston toca el piano y contribuye con los coros junto a Richards y Wood. El vídeoclip, sin embargo, presenta a Wood tocando las partes de guitarra grabadas por Mandel.
Siendo el segundo y último sencillo de Black and Blue, «Hot Stuff» no fue tan exitoso como su predecesor «Fool to Cry», alcanzando el puesto # 49 en los Estados Unidos. A pesar del relativo fracaso, la banda seguiría explorando los sonidos de disco / funk en los álbumes posteriores. Dos años más tarde, su siguiente sencillo «Miss You» con gran influencia disco, alcanzaría el puesto número uno.

## Personal
Acreditados:
- Mick Jagger: voz.
- Keith Richards: guitarra eléctrica, coros.
- Ron Wood: guitarra eléctrica, coros.
- Bill Wyman: bajo.
- Charlie Watts: batería.
- Ollie Brown: percusión.
- Billy Preston: piano, coros.
- Harvey Mandel: guitarra eléctrica.

## Posicionamiento en las listas
| Lista                              | Mejor posición |
| ---------------------------------- | -------------- |
| Estados Unidos (Billboard Hot 100) | 49             |

## Usos en la cultura popular
- En la novela Rabia del autor estadounidense Stephen King, la canción es tocada en una fiesta.
- La canción fue la introducción usada por el luchador profesional «Hot Stuff» Eddie Gilbert.